# 京当乡
京当乡是中国陕西省宝鸡市岐山县下辖的一个乡。

## 行政区划
京当乡下辖以下行政区：
京当村、双庵村、贺家村、张家村